# Saint-Aubin-de-Cadelech
 Saint-Aubin-de-Cadelech  (en occitano Sench Aubin e Cadalech) es una población y comuna francesa, situada en la región de Aquitania, departamento de Dordoña, en el distrito de Bergerac y cantón de Eymet.

## Demografía
| 472 | 373 | 331 | 299 | 338 | 316 |
| Para los censos de 1962 a 1999 la población legal corresponde a la población sin duplicidades (Fuente: INSEE [Consultar]) |     |     |     |     |     |